# Callionymus umbrithorax
Callionymus umbrithorax, tên thông thường là cá đàn lia họng đen Philippines, là một loài cá biển thuộc chi Callionymus trong họ Cá đàn lia. Loài này được mô tả lần đầu tiên vào năm 1941.

## Phân bố và môi trường sống
C. umbrithorax được tìm thấy tại Philippines. Loài cá này được thu thập ở độ sâu khoảng 13 m trở lại.